# Nanker Phelge
Nanker Phelge (anche Nanker/Phelge) era uno pseudonimo collettivo utilizzato tra il 1963 e il 1965 dai Rolling Stones per indicare brani composti dal gruppo nella sua interezza. Il bassista del gruppo, Bill Wyman, ha spiegato le origini del nome nel suo libro del 2002, Rolling with the Stones.
Dunque, qualsiasi brano attribuito a Nanker Phelge si riferisce a una composizione collaborativa di Mick Jagger, Brian Jones, Keith Richards, Charlie Watts, Bill Wyman e Andrew Loog Oldham.
I file ASCAP per le primissime composizioni di Nanker Phelge elencano anche il primo membro dei Rolling Stones Ian Stewart (noto anche come "Il Sesto Stone") come coautore coperto dallo pseudonimo.
Il nome "Nanker Phelge" riemerse alla fine degli anni '60 sulle etichette delle stampe in vinile originali di Beggars Banquet e Let It Bleed. La produzione di entrambi gli album è stata attribuita a Nanker Phelge, che è stata poi riconosciuta come una società ABKCO (ABKCO stava producendo i dischi che portavano ancora le etichette London e Decca).

## Brani attribuiti a Nanker Phelge
- "Stoned" (ottobre 1963) (ASCAP accredita anche Ian Stewart come co-autore)
- "Little by Little" (febbraio 1964) (credited as 'Phelge' - scritta insieme a Phil Spector; ASCAP accredita anche Ian Stewart come co-autore)
- "Andrew's Blues" (febbraio 1964 - inedito)
- "And Mr. Spector and Mr. Pitney Came Too" (febbraio 1964 - una jam blues-rock strumentale con l'armonica come strumento dominante, inedita, scritta in collaborazione con Phil Spector). Appare nella compilation bootleg Black Box.
- "Now I've Got a Witness" (aprile 1964 - accreditato come 'Phelge')
- "Stewed and Keefed (Brian's Blues)" (giugno 1964)
- "2120 South Michigan Avenue" (agosto 1964)
- "Empty Heart" (agosto 1964)
- "Off the Hook" (novembre 1964 - originariamente attribuito a "Nanker, Phelge", ma ora accreditato a Jagger/Richards da BMI)
- "Play with Fire" (febbraio 1965)
- "The Under Assistant West Coast Promotion Man" (maggio 1965)
- "The Spider and the Fly" (luglio 1965 - originariamente attribuito a "Nanker, Phelge", ma ora accreditato a Jagger/Richards da BMI)
- "I'm All Right" (luglio 1965 - a volte attribuito a Phelge/McDaniel, sebbene sia una cover di Ellas McDaniel. Ora accreditato a Jagger/Richards)
- "Godzi" (inedito ma registrato con la BMI)
- "We Want the Stones" (una registrazione del pubblico che esulta nell'EP del 1965 Got Live If You Want It!)